# Harry Hart (athlétisme)
Pour les articles homonymes, voir Harry Hart.
Henry belgsazer Hart (né le 2 septembre 1905 à Harrismith, État-Libre et mort le 10 novembre 1979 à Reitz (en) est un atlète sud - africain.
Aux jeux olympiques de 1932, il termine dixième au lancer du poids, onzième au décathlon et douzième au lancer du disque.